# Новопазарско македонско благотворително братство
Новопазарското македонско благотворително културно-просветно братство „Проф. Милев“ е организация на бежанците от областта Македония, установили се в Нови пазар.

## История
На Първия македонски конгрес, провел се в София на 19 – 28 март 1895 година, е основана Македонската организация, която бързо започва да образува клонове в цялата страна. Основано е и дружество в Нови пазар, което участва активно в дейността на Организацията. На Седмия македоно-одрински конгрес от 30 юли до 5 август 1900 година делегат от Новопазарското македоно-одринско дружество е Хр. Мустаков, а на Осмия конгрес от 4 до 7 април 1901 година делегат е Григор Попдимитров.
След Първата световна война дружеството е възстановено като благотворително братство, част от Съюза на македонските емигрантски организации. Братството е основано на 25 април 1926 година на гара Каспичан от около 30 делегати. Те решават патрон на братството да е проф. Никола Милев, а за патронен празник е избран Илинден. Избрано е ръководство в състав Григор Попдимитров (председател), свещеник Кирил Трайчев (подпредседател), Любен Зафиров (секретар), Марко Паскалев (касиер), Георги Христов Паскал Христов и Атанас Филипов са съветници. Подгласници са Блажо Илиев и Павел Паскалев. На 16 януари 1936 година на общо събрание за председател е избран Кирил Трайчев, подпредседател е Атанас Христов, секретар е Любен Зафиров, Марко Паскалев е касиер, а съветници са Георги Христов Паскал Димитров и Стоян Герасимов. В контролната комисия влизат Георги Димитров, Паскал Христов и Евтим Живков.